# Стародворский, Николай Петрович
Николай Петрович Стародворский (1863, Летичевский уезд, Подольская губерния — 1918, Одесса, Украина) — член организации «Народная воля», участник убийства инспектора секретной полиции жандармского подполковника Г. П. Судейкина, платный агент царской охранки.

## Биография
Родился в семье священника. Во время обучения в гимназии Каменец-Подольска увлёкся народническими идеями и вступил в организацию «Народная воля». Был выслан на родину в Летичевский уезд Подольской губернии. Находился под негласным надзором полиции. По заданию партии вместе с В. П. Конашевичем был направлен в Санкт Петербург с целью убийства Судейкина. После убийства Судейкина 16 декабря 1883 года благополучно скрылся.
16 марта 1884 года был задержан полицией в Москве с фальшивым паспортом. При опознании свидетелем сознался в убийстве.
В результате судебного «Процесса двадцати одного» члена «Народной воли» приговорён в 1887 году к смертной казни, замененной бессрочной каторгой. 23 июня того же года был заключён в Шлиссельбургскую крепость. В августе 1905 года подал прошение о помиловании. 25 августа 1905 года был переведён в Петропавловскую крепость. Освобождён 1 ноября 1905 года по амнистии после опубликования Манифеста от 17 октября 1905 года
После освобождения проживал в Париже (Франция), где примкнул к партии социалистов-революционеров.
Разоблачён В. Бурцевым как платный агент царской охранки. Во время нахождения в крепости четыре раза обращался с прошениями о помиловании и предложениями о сотрудничестве к руководителям охранки, встречался в тюрьме с руководителями Департамента полиции П. И. Рачковским, А. В. Герасимовым, С. Е. Виссарионовым.
Такая аморальность шокировала многих современников. М. А. Алданов в документальном очерке «Азеф» писал о Стародворском, не называя его имени:

История русской революции знает случай, когда террорист отсидел двадцать лет в крепости, а затем, выйдя на свободу, предложил свои услуги департаменту полиции — вот, можно сказать, устроил человек свою жизнь в полном соответствии с требованиями здравого смысла и личной выгоды!

В 1908 году информация о сотрудничестве Стародворского с охранкой стала достоянием гласности в кругу революционеров. Третейский суд, организованный революционерами, признал Стародворского невиновным. После Февральской революции 1917 года документы из архива Департамента полиции были рассекречены и подтвердили правоту Бурцева. Однако серьёзных последствий для Стародворского это не повлекло.
Похоронен в Одессе с почестями, как старый революционер, активный участник народовольческого движения, проведший в тюремной камере более 18 лет.